# Metro (stacja telewizyjna)
Metro – polska stacja telewizyjna o charakterze uniwersalnym, dostępna w naziemnej telewizji cyfrowej w latach 2016–2025 oraz w sieciach kablowych i na platformach satelitarnych.

## Historia
Stacja w 2015 roku, jako jeden ze zwycięzców konkursu, otrzymała koncesję na nadawanie naziemne w MUX-8. Kanał miał się nazywać Kiwi TV, jednak nadawca porozumiał się z KRRiT w sprawie zmiany nazwy, do której doszło przed rozpoczęciem emisji.
Testy stacji rozpoczęły się 10 października 2016 roku – emitowano odtąd statyczne plansze z nazwą stacji i sygnałem kontrolnym. Kanał wystartował 2 grudnia 2016 r. o godz. 6.00.
Kanał od 2 do 20 grudnia 2016 roku cieszył się największą oglądalnością z wszystkich nowych kanałów naziemnych (Nowa TV, Zoom TV, WP).
Jesienią 2016 r. Discovery Polska zakupiło 48,94% akcji nadawcy kanału Metro (spółki Green Content) od grupy Agora. W sierpniu 2017 roku Discovery Polska poinformowało, że zakupi resztę udziałów (51,06%) spółki Green Content za 19 milionów złotych zgodnie z umową zakładającą możliwość wykupienia tych akcji do końca 2017 roku. 1 września 2017 roku Discovery Polska zakupiło od grupy Agora 51,06% spółki Green Content tym samym zostając właścicielem stacji telewizyjnej.
26 marca 2020 roku widzom Telewizji Metro w ramach testów udostępniona została usługa HbbTV.
Kanał ten swoim profilem i charakterem odpowiada nieobecnej w Polsce stacji DMAX.
W grudniu 2024 roku właściciel stacji, koncern medialny Warner Bros. Discovery nie przedłużył koncesji naziemnej dla stacji telewizyjnej Metro i tym samym zakończy nadawanie naziemne najpóźniej w grudniu 2025 roku przy równoczesnym dalszym nadawaniu satelitarno-kablowym.

## Dostępność
- Naziemna telewizja cyfrowa – pozycja 38 (2016–2025)
- Polsat Box – pozycja 156 (HD)
- Platforma Canal+ – pozycja 61 (HD)
- Orange TV – pozycja 36 (HD)
- Inea – pozycja 27
- Netia – pozycja 30
- TOYA – pozycja 13 (SD) i 45 (HD)
- UPC – pozycja 39, 115, 92 lub 157
- Vectra – pozycja 173 (SD) i 192 (HD)
- Multimedia – pozycja 68 (HD)

## Logo
| Lata                              | Opis                                                                                | Logo |
| --------------------------------- | ----------------------------------------------------------------------------------- | ---- |
| 2 grudnia 2016 – 31 sierpnia 2018 | Stylizowany, pomarańczowy napis Metro, lecz w środku litery O jest niebieska linia. |      |
| od 1 września 2018                | Podobne do poprzedniego, z tym że cały napis jest w kolorze cyjanowym.              |      |

## Oferta programowa
Program telewizji Metro opiera się na dwóch filarach: ofercie filmowo-serialowej i produkcjach dokumentalnych poświęconych stylowi życia. Propozycje stacji uzupełniają programy rozrywkowe, a także filmy animowane dla dzieci oraz publicystyka.
Na antenie stacji są emitowane programy kanału Discovery Channel, którego właściciele posiadają 100% (do 31 sierpnia 2017 posiadali 49%) udziałów telewizji Metro. Od maja 2018 emitowane są niektóre programy stacji TVN, czyli Rozmowy w toku, Prawo Agaty, Lekarze, Odwróceni oraz Na noże.
Od 1 września 2018 roku Metro TV emituje codzienny program informacyjny „Metro 18:00”, który jest nadawany od poniedziałku do soboty o 18:00. W dziesięciominutowym serwisie przedstawiane są m.in. najciekawsze newsy polityczne oraz wiadomości ze świata nauki i technologii.
Na antenie stacji transmitowane są także mecze piłki ręcznej (m.in. Mistrzostwa Europy Kobiet 2020 oraz eliminacje Mistrzostw Europy Mężczyzn 2022) i wyścigi Pure ETCR.
| - Anna German - Bates Motel - BrzydUla - Columbo - Dr House - Druga Szansa - Idealna niania - Kocim okiem - Kości - Mentalista - Niewierni - Odwróceni - Sąd rodzinny - Szpital - Szkoła - Celnicy na straży Europy - Alarmowy 091 - Policjanci z Hiszpanii - Co było dalej? - Gorączka złota - Łazienkowe metamorfozy - Metro 18:00 - Milionerzy - Walka o remont - Wojny magazynowe: Teksas - WstajeMY! - Zdecyduj i przeżyj - Jak to jest zrobione? - Zbrodnie z pierwszych stron gazet - Zbrodnie, które wstrząsnęły Ameryką - Zwykłe rzeczy - niezwykłe wynalazki - Szkoła Filmowa - Klimek Kontra Duda - Brudna Robota - Czysty Zysk - Nasa - Archiwum Tajemnic - Wyburzacze - Złodzieje - Gwiazdy Czterech Kółek - Angry Birds Toons - Wanda i Zielony Ludek - Batwheels - Timmy i Przyjaciele - Wyluzuj, Scobby Doo! - Tom i Jerry Show - Tomek i Przyjaciele: Świąteczny Ekspres | - Detektywi - Detektyw Monk - Detektywi. Na Zlecenie - Królowa Południa - Kryminalni - Lucyfer - Prawo Agaty - Sędzia Anna Maria Wesołowska - Zagubieni - Dowody Zbrodni - Z Archiwum X - JAG - Wojskowe Biuro Śledcze - Spartakus - Papiery Na Szczęście - Przepis na życie - Lekarze Programy - Metro Art |